# Vilares (Trancoso)
Vilares é uma povoação portuguesa do Município de Trancoso que foi sede da extinta Freguesia de Vilares, freguesia que tinha 11,69 km² de área e 196 habitantes (2011), e, por isso, uma densidade populacional de 16,8 hab./km².
Em 2013, a Freguesia de Vilares foi extinta (agregada) tendo o seu território passado a fazer parte da nova União das Freguesias de Vilares e Carnicães.

## População
★ Em 1864 a freguesia de Maçal da Ribeira tinha 128 hab. e a de Vilares 411. A partir de 1878 Vilares passa a incorporar a freguesia de Maçal da Ribeira.
| População da freguesia de Vilares | População da freguesia de Vilares | População da freguesia de Vilares | População da freguesia de Vilares | População da freguesia de Vilares | População da freguesia de Vilares | População da freguesia de Vilares | População da freguesia de Vilares | População da freguesia de Vilares | População da freguesia de Vilares | População da freguesia de Vilares | População da freguesia de Vilares | População da freguesia de Vilares | População da freguesia de Vilares | População da freguesia de Vilares |
| --------------------------------- | --------------------------------- | --------------------------------- | --------------------------------- | --------------------------------- | --------------------------------- | --------------------------------- | --------------------------------- | --------------------------------- | --------------------------------- | --------------------------------- | --------------------------------- | --------------------------------- | --------------------------------- | --------------------------------- |
| 1864                              | 1878                              | 1890                              | 1900                              | 1911                              | 1920                              | 1930                              | 1940                              | 1950                              | 1960                              | 1970                              | 1981                              | 1991                              | 2001                              | 2011                              |
| 539                               | 576                               | 567                               | 596                               | 594                               | 561                               | 588                               | 634                               | 599                               | 597                               | 442                               | 354                               | 328                               | 258                               | 196                               |

			
Por idades em 2001 e 2021			

| 0-14 anos | 15-24 anos | 25-64 anos | 65 e + anos |
| 21 \| 10  | 34 \| 14   | 111 \| 87  | 92 \| 85    |
| -52%      | -59%       | -22%       | -8%         |

## Património
- Igreja Matriz de Vilares;
- Capela de Nossa Senhora da Graça;
- Capela da Broca;
- Igreja de Maçal da Ribeira.